# Maria Nowakowska (polityk)
Maria Nowakowska (ur. 2 grudnia 1954 w Trzebiatowie) – polska etnograf i polityk, posłanka na Sejm RP II kadencji.

## Życiorys
Ukończyła studia na Wydziale Filozoficzno-Historycznym Uniwersytetu Wrocławskiego w 1979 roku. Z zawodu jest etnografem, posługuje się biegle trzema językami: rosyjskim, angielskim i włoskim. W 1993 uzyskała mandat posłanki na Sejm II kadencji. Została wybrana w okręgu szczecińskim z listy Unii Pracy.
Zasiadała w Komisji Integracji Europejskiej, Komisji Administracji i Spraw Wewnętrznych, Komisji Spraw Zagranicznych, Komisji Nadzwyczajnej do rozpatrzenia projektów ustaw dotyczących reformy Centrum Administracyjnego i Gospodarczego Rządu, Komisji nadzwyczajnej do Rozpatrzenia Projektu Ustawy „Ordynacja Wyborcza do Rad Gmin” oraz Komisji Nadzwyczajnej do Rozpatrzenia Projektu Ustawy o Ratyfikacji Konkordatu Między Stolicą Apostolską a Rzecząpospolitą Polską. Należała także do siedmiu podkomisji: Podkomisji nadzwyczajnej do zbadania zgodności Konkordatu z Konstytucją RP, Podkomisji do spraw polityki zachodniej, Podkomisji nadzwyczajnej do rozpatrzenia rządowego Raportu z wykonania programu działań dostosowujących polską gospodarkę i system prawny do wymagań Układu Europejskiego oraz Harmonogramu działań dostosowujących polską gospodarkę oraz system prawny do wymagań Układu Europejskiego w latach 1995-1996, Podkomisji nadzwyczajnej do rozpatrzenia rządowego projektu ustawy o cudzoziemcach, Podkomisji nadzwyczajnej do rozpatrzenia rządowego Raportu z wykonania programu działań dostosowujących polską gospodarkę i system prawny do wymagań Układu Europejskiego oraz przyszłego członkostwa RP w Unii Europejskiej w 1995 roku, Podkomisji nadzwyczajnej dotyczącej reformy centrum administracyjnego oraz Podkomisji nadzwyczajnej do rozpatrzenia projektów ustaw okołokonkordatowych.